# Konstruktivna metoda
Sintetskom ili konstruktivnom metodom Carl Gustav Jung je obilježio psihoterapijsku metodu suprotstavljenu reduktivnoj metodi koju su zastupali Sigmund Freud i Alfred Adler. Konstruktivna metoda tumačenja se ne bavi reduktivno-kauzalnim izvorima nesvjesnog materjala, koji ih razlaže na njihova osnovna nagonska zbivanja, već nesvjesni materijal smatra razvojnim,  prospektivnim i simboličkim izrazom. Na taj transcendentan način, djelatnost nesvjesnog pokušava dovesti do opće razumljivosti s obzirom na pravac njegova cilja, a ne s obzirom na njegovo porijeklo.